# Sainte-Hermine
Sainte-Hermine é uma comuna francesa na região administrativa do País do Loire, no departamento da Vendeia. Estende-se por uma área de 34.47 km². Em 2010 a comuna tinha 2 991 habitantes (densidade: 86,8 hab./km²).